# Burbank (Californie)
Pour les articles homonymes, voir Burbank.
Burbank est une ville du comté de Los Angeles, dans l'État de Californie aux États-Unis. Entourée par les villes de Los Angeles et Glendale, Burbank se trouve dans la partie est de la vallée de San Fernando.
Elle est surnommée la « Capitale mondiale des médias » car de nombreuses entreprises de cette industrie ont leur siège social à Burbank, dont NBC, Disney et Warner Bros. La cité se trouve à proximité de Hollywood. Elle a été nommée en l'honneur du dentiste et entrepreneur David Burbank (en).

## Histoire
Le site de Burbank recouvre partiellement deux anciennes concessions coloniales, la concession espagnole Rancho San Rafael (d'une surface de 36 403 acres soit 147,32 km2) donnée en 1784 à Jose Maria Verdugo, et la concession mexicaine Rancho La Providencia (d'une surface de 4 064 acres soit 16,45 km2) donnée en 1843 par le gouverneur Juan B. Alvarado à Vincente de la Osa.
Au milieu du XIXe siècle, un dentiste du New Hampshire, le docteur David Burbank, émigre vers l'Ouest comme des milliers d'autres Américains. En 1867, il achète une parcelle d'environ 4 600 acres (soit 19 km2) sur Rancho San Rafael, et une parcelle de taille quasiment identique sur Rancho La Providencia. Il les réunit en un seul ranch sur lequel il élève des moutons et construit une maison. Afin d'accroître la valeur de son ranch, il vend à la compagnie ferroviaire Southern Pacific Railroad un droit de passage. Un premier train traverse Burbank le 5 avril 1874. Il vend ensuite sa propriété à un groupe de spéculateurs, qui la subdivisent en lots destinés à l'exploitation agricole, et également en lots résidentiels. La vente des lots débute le 1er mai 1887, la ville qui est ainsi créée est baptisée Burbank en l'honneur du dentiste.
Les frères Allan et Malcolm Loughead, fondateurs de la Lockheed Aircraft Company, ouvrent à Burbank une usine de construction d'avions en 1928. Au cours de la Seconde Guerre mondiale, la compagnie Lockheed construit plus de 10 000 chasseurs P-38 Lightning dans son usine de Burbank, qui emploie 94 000 personnes en 1943, travaillant en trois équipes de huit heures. Lockheed cesse toute activité dans son usine de Burbank en 1992. L'usine est entièrement démolie peu après. De gros problèmes de pollution du sol et des nappes phréatiques, dus à l'activité passée de l'usine, sont découverts dans ces années là. Lockheed doit consentir de gros investissements pour dépolluer le site.
En 1942, la ville est le théâtre d'une opération de camouflage qui a pour but de protéger l'usine d'avions des hypothétiques bombardements japonais. C'est au colonel John F. Ohmer que revient la tâche de déguiser la base. Il s'entoure de multiples professionnels des studios de Hollywood tels que des scénaristes, des peintres et des charpentiers. Ils utilisent des bâches agricoles imprimées, de faux arbres, ainsi que des bâtiments et des voitures factices.
Au début du XXIe siècle, Burbank accueille les employés des studios de cinéma et de télévision situés dans et autour de Burbank.

## Démographie
| Groupe            | Burbank | Californie | États-Unis |
| ----------------- | ------- | ---------- | ---------- |
| Blancs            | 72,7    | 57,6       | 72,4       |
| Asiatiques        | 11,6    | 13,1       | 4,8        |
| Autres            | 7,7     | 17,0       | 6,2        |
| Métis             | 4,8     | 4,9        | 2,9        |
| Afro-Américains   | 2,5     | 6,2        | 12,6       |
| Amérindiens       | 0,5     | 1,0        | 0,9        |
| Océaniens         | 0,1     | 0,4        | 0,2        |
| Total             | 100     | 100        | 100        |
|                   |         |            |            |
| Latino-Américains | 24,5    | 37,6       | 16,7       |

En 2010, 4,7 % de la population de la ville est d'origine philippine et 2,1 % est d'origine coréenne. La population hispanique est quant à elle majoritairement d'origine mexicaine, ceux-ci représentant 14,2 % de la population de la ville.
Selon l'American Community Survey, en 2010, 52,92 % de la population âgée de plus de 5 ans déclare parler l'anglais à la maison, 19,74 % déclare parler l'espagnol, 12,15 % l'arménien, 3,0 % le tagalog, 1,86 % l'arabe, 1,53 % le coréen, 0,97 % le persan, 0,91 % une langue chinoise, 0,78 % l'hindi, 0,73 % le russe, 0,56 % le japonais, 0,55 % le français et 4,31 % une autre langue.
| 1920  | 1930   | 1940   | 1950   | 1960   | 1970   |
| ----- | ------ | ------ | ------ | ------ | ------ |
| 2 913 | 16 662 | 34 337 | 78 577 | 90 155 | 88 871 |

| 1980   | 1990   | 2000    | 2010    | - | - |
| ------ | ------ | ------- | ------- | - | - |
| 84 625 | 93 643 | 100 316 | 108 266 | - | - |

## Économie
Elle est basée sur le divertissement. Bien que le quartier de Hollywood soit considéré comme un symbole à propos de cette industrie, la plus grande partie des productions a lieu à Burbank, où sont les directions des compagnies :
- Arri
- Cartoon Network
- DIC Entertainment
- Dick Clark Productions
- Insomniac Games
- National Broadcasting Company
- Nickelodeon
- The Walt Disney Company dont
  - Touchstone Pictures et
  - ABC
- Warner Bros.
- Warner Music Group

## Transports
Burbank est desservi par l'aéroport Bob-Hope, qui est presque entièrement situé dans la partie nord-ouest de son territoire, seule l'extrémité nord de la piste 15/33, depuis son prolongement, étant situé sur celui de la ville de Los Angeles (dans le quartier de Sun Valley).

## Dans la culture populaire
- La série Chuck se déroule à Burbank ;
- Les séries Pretty Little Liars et The Middle se déroulent dans les studios Warner Bros à Burbank ;
- La sitcom The Big Bang Theory est notamment tournée à Burbank.

## Jumelages
- Gaborone (Botswana)
- Solna (Suède)
- Incheon (Corée du Sud)
- Ōta (Japon)
- Arezzo (Italie)